# Blue Moon (Nave espacial)
La Blue Moon (Nave espacial) es una propuesta de transportador de carga espacial robótico y módulo de aterrizaje lunar diseñado por Blue Origin para realizar entregas de mercancías en la Luna Diseñado y operado por Blue Origin para su uso en una misión destinada a 2025, Blue Moon se deriva de la tecnología de aterrizaje vertical utilizada en el cohete suborbital New Shepard de Blue Origin.
Blue Moon es una nave espacial no tripulada que proporcionará un servicio de entrega similar a Amazon en la Luna. La nave es un nuevo modelo de tecnología de aterrizaje vertical que ya fue utilizada en el cohete turístico espacial suborbital New Shepard de Blue Origin. La plataforma del módulo de aterrizaje lunar fue mostrada por primera vez en marzo de 2017.
El módulo de aterrizaje planificado será lanzado con un cohete del Sistema de lanzamiento espacial de la NASA, aunque también se podrán utilizar, pero también se pretende utilizar cohetes New Glenn de Blue Origin, así como Atlas V y el próximo Vulcan, ambos de United Launch Alliance. Este módulo de aterrizaje tendrá una capacidad para transportar hasta 4,500 kg (10,000 lb) a la superficie lunar. Se prevé que la plataforma será utilizada como apoyo de otras actividades de la NASA en el espacio cis-lunar. También se prevé que el módulo de aterrizaje lunar pueda regresar transportando carga de hielo del cráter Shackleton entre otros usos espaciales. La primera misión proyectada para la nave sería una misión de aterrizaje en el polo sur lunar. También está proyectado una serie de aterrizajes para fundar una colonia en la Luna. Blue Origin podrían ser pioneros en colonizar el polo sur de la Luna.
Blue Origin comenzó el trabajo de desarrollo en el módulo de aterrizaje lunar en 2016, dio a conocer públicamente el proyecto en 2017 y presentó una maqueta del módulo de aterrizaje lunar Blue Moon en mayo de 2019.

## Historia
El trabajo de diseño en el módulo de aterrizaje lunar comenzó en 2016.La plataforma del  módulo de aterrizaje lunar se reveló públicamente por primera vez en marzo de 2017,con una capacidad de carga útil entregada en la superficie lunar de 4.500 kilogramos (10.000 libras) en la que hora en que se proyectó la primera misión de aterrizaje lunar para 2020.
El presidente de Blue Origin, Rob Myerson, dijo, en 2017, que el módulo de aterrizaje podría lanzarse con múltiples vehículos de lanzamiento, incluido el New Glenn de Blue Origin o el Atlas V de United Launch Alliance, o incluso modificarse para lanzarlo en el cohete Space Launch System (SLS) de la NASA. y vehículo de lanzamiento Vulcan de próxima generación .
En una entrevista de mayo de 2018, el CEO de Blue Origin, Jeff Bezos, indicó que Blue Origin construiría Blue Moon por su cuenta, con financiamiento privado, pero que lo construirían mucho más rápido si se hiciera en asociación con agencias espaciales gubernamentales existentes. Jeff Bezos mencionó la directiva de diciembre de 2017 de la Administración Trump para orientar a la NASA para incluir una misión lunar en el camino hacia otros destinos más allá de la órbita terrestre (BEO), y también su apoyo al concepto Moon Village ", una propuesta promovida por el director de la Agencia Espacial Europea. Jan Woernerpara la cooperación entre países y empresas para cooperar ... en las capacidades lunares ".
En mayo de 2019, Blue Origin presentó una maqueta del módulo de aterrizaje lunar Blue Moon en el Centro de Convenciones de Washington D. C. y dio a conocer los detalles de las especificaciones del módulo de aterrizaje lunar autónomo que puede aterrizar suavemente hasta 6,5 toneladas (7,2 toneladas) en la Luna. El módulo de aterrizaje lunar estará propulsado por un nuevo motor cohete de oxígeno líquido / hidrógeno líquido desarrollado por Blue Origin llamado BE-7 .  En versiones posteriores, Blue Moon también podría actualizarse para transportar pasajeros a la Luna.
En julio de 2019, la NASA anunció que el Centro de Investigación Glenn y el Centro Espacial Johnson participarán en una asociación industrial con Blue Origin para desarrollar un sistema de energía de celda de combustible para el módulo de aterrizaje lunar Blue Moon, con el fin de permitirle soportar el frío de dos semanas de duración. noche lunar.
En octubre de 2019, se anunció que Blue Origin, Lockheed Martin, Northrop Grumman y Draper Laboratory colaborarían para crear una propuesta para el "Human Landing System" (HLS) para el programa Artemisa de la NASA, con Blue Origin como contratista principal con una variación de su módulo de aterrizaje lunar Blue Moon que sirve como etapa de descenso. Lockheed Martin construiría el escenario de ascenso, en parte basado en su tecnología de cápsula de tripulación Orion. Northrop Grumman construiría un escenario de transferencia basado en su tecnología de nave espacial Cygnus . Se proyectaba que el módulo de aterrizaje se lanzaría en el cohete reutilizable New Glenn de Blue Origin.En abril de 2020, Blue Origin ganó un contrato de diseño de 579 millones de dólares de la NASA para avanzar en el diseño de un módulo de aterrizaje lunar humano para el programa Artemis durante un período de 10 meses en 2020-21. La propuesta de Blue Origin, presentada junto con varios grandes contratistas espaciales del gobierno de EE. UU. Incluidos Lockheed Martin, Northrop Grumman y Draper Laboratory, cada uno actuando como subcontratista de Blue Origin, que proporcionará el elemento de descenso y también será el líder de integración, fue para el vehículo de aterrizaje integrado ( ILV), una nave espacial de elementos múltiples que consta de un elemento de transferencia en el espacio y un elemento de ascenso además del elemento de descenso proporcionado por Blue Origin. El trabajo de diseño pagado de la NASA comenzará en 2020 y continuará en 2021. El elemento de descenso ILV será una variante del módulo de aterrizaje lunar Blue Moon en el que Blue Origin había estado trabajando durante casi tres años a principios de 2020. En el Al final del programa de diez meses, la NASA evaluará a qué contratistas se les ofrecerán contratos para misiones de demostración iniciales y seleccionará empresas para el desarrollo y la maduración de los sistemas de aterrizaje lunar.

## Propulsión
Se utilizará un motor de cohete BE-3U LOX / Hydrogen para colocar el módulo de aterrizaje en una trayectoria de inyección translunar y comenzar a desacelerar el vehículo para su aterrizaje en la superficie lunar. El módulo de aterrizaje "aterrizará con la cola hacia abajo" utilizando 49 kilonewtons (11.000 lbf) de propulsores de oxígeno líquido / hidrógeno líquido que estaban en desarrollo antes de abril de 2017.
El módulo de aterrizaje lunar estará propulsado por el motor de doble expansión de oxígeno líquido / hidrógeno líquido BE-7.

## Vehículo de aterrizaje integrado para la NASA
Blue Origin lidera el diseño del vehículo de aterrizaje integrado (ILV), una nave espacial de elementos múltiples que consta de un elemento de transferencia en el espacio (de Northrop Grumman), un elemento de descenso (una variante de Blue Moon) y un elemento de ascenso (Lockheed-Martin): como premio de diseño financiado por la NASA en 2020/21 para un  módulo de aterrizaje lunar humano para el programa Artemis de la NASA, que podría llevar a astronautas de la NASA a la Luna en 2024,  luego de un demostrador sin tripulación ILV que, a partir de 2020, está programado para aterrizar en la Luna en 2023. 
Blue Origin pretende que toda la arquitectura ILV sea el núcleo de lo que conformaría su arquitectura lunar modular para 2026 y más allá. 